# Ancylotrypa tuckeri
Ancylotrypa tuckeri is een spinnensoort uit de familie Cyrtaucheniidae. De soort komt voor in Congo.